# Monnaie
|  | Per a altres significats, vegeu «Théâtre de la Monnaie». |

Monnaie és un municipi francès al departament d'Indre i Loira (regió de [[Centre-Vall del Loira]]). L'any 2007 tenia 3.835 habitants.

## Demografia

### Població
El 2007 la població de fet de Monnaie era de 3.835 persones. Hi havia 1.380 famílies, de les quals 264 eren unipersonals (132 homes vivint sols i 132 dones vivint soles), 420 parelles sense fills, 592 parelles amb fills i 104 famílies monoparentals amb fills.
La població ha evolucionat segons el següent gràfic:

### Habitatges
El 2007 hi havia 1.507 habitatges, 1.413 eren l'habitatge principal de la família, 21 eren segones residències i 73 estaven desocupats. 1.358 eren cases i 146 eren apartaments. Dels 1.413 habitatges principals, 1.029 estaven ocupats pels seus propietaris, 345 estaven llogats i ocupats pels llogaters i 39 estaven cedits a títol gratuït; 23 tenien una cambra, 73 en tenien dues, 184 en tenien tres, 356 en tenien quatre i 777 en tenien cinc o més. 1.165 habitatges disposaven pel capbaix d'una plaça de pàrquing. A 534 habitatges hi havia un automòbil i a 788 n'hi havia dos o més.

### Piràmide de població
La piràmide de població per edats i sexe el 2009 era:
| Homes | Edats   | Dones |
| ----- | ------- | ----- |
| 4     | 95 o +  | 4     |
| 8     | 90 a 94 | 12    |
| 20    | 85 a 89 | 44    |
| 16    | 80 a 84 | 20    |
| 32    | 75 a 79 | 40    |
| 40    | 70 a 74 | 52    |
| 52    | 65 a 69 | 52    |
| 56    | 60 a 64 | 56    |
| 76    | 55 a 59 | 52    |
| 108   | 50 a 54 | 108   |
| 156   | 45 a 49 | 140   |
| 164   | 40 a 44 | 152   |
| 116   | 35 a 39 | 144   |
| 116   | 30 a 34 | 136   |
| 100   | 25 a 29 | 88    |
| 92    | 20 a 24 | 112   |
| 108   | 15 a 19 | 104   |
| 100   | 10 a 14 | 112   |
| 144   | 5 a 9   | 152   |
| 92    | 0 a 4   | 112   |

## Economia
El 2007 la població en edat de treballar era de 2.509 persones, 1.959 eren actives i 550 eren inactives. De les 1.959 persones actives 1.843 estaven ocupades (979 homes i 864 dones) i 116 estaven aturades (50 homes i 66 dones). De les 550 persones inactives 198 estaven jubilades, 207 estaven estudiant i 145 estaven classificades com a «altres inactius».

### Ingressos
El 2009 a Monnaie hi havia 1.454 unitats fiscals que integraven 3.920 persones, la mediana anual d'ingressos fiscals per persona era de 19.349 €.

### Activitats econòmiques
Dels 140 establiments que hi havia el 2007, 1 era d'una empresa extractiva, 4 d'empreses alimentàries, 1 d'una empresa de fabricació d'elements pel transport, 7 d'empreses de fabricació d'altres productes industrials, 25 d'empreses de construcció, 30 d'empreses de comerç i reparació d'automòbils, 11 d'empreses de transport, 9 d'empreses d'hostatgeria i restauració, 2 d'empreses d'informació i comunicació, 3 d'empreses financeres, 14 d'empreses immobiliàries, 11 d'empreses de serveis, 15 d'entitats de l'administració pública i 7 d'empreses classificades com a «altres activitats de serveis».
Dels 49 establiments de servei als particulars que hi havia el 2009, 1 era una gendarmeria, 1 oficina de correu, 2 oficines bancàries, 7 tallers de reparació d'automòbils i de material agrícola, 2 paletes, 3 guixaires pintors, 4 fusteries, 7 lampisteries, 1 electricista, 2 empreses de construcció, 3 perruqueries, 2 veterinaris, 9 restaurants i 5 agències immobiliàries.
Dels 11 establiments comercials que hi havia el 2009, 1 era un hipermercat, 2 fleques, 2 carnisseries, 1 una peixateria, 1 una botiga de roba, 1 una sabateria, 1 una botiga de mobles, 1 un drogueria i 1 una joieria.
L'any 2000 a Monnaie hi havia 27 explotacions agrícoles que ocupaven un total de 1.710 hectàrees.

## Equipaments sanitaris i escolars
El 2009 hi havia 1 farmàcia i 1 ambulància.
El 2009 hi havia 1 escola maternal i 1 escola elemental.

## Poblacions properes
El següent diagrama mostra les poblacions més properes.